# Міст Палтні
Міст Палтні (англ. Pulteney Bridge) — міст, що перетинає річку Ейвон в місті Бат, Англія. Будівництво мосту було завершено 1774 року. Дизайн був розроблений шотландським архітектором Робертом Адамом в стилі Палладіо.
Протягом 20 років будівництва було зроблено чимало змін, спрямованих на розширення магазинів і зміну фасадів. До кінця 18-го століття міст був пошкоджений в результаті повеней, але був перебудований в аналогічному дизайні. У 20-му столітті були проведені зміни, покликані зберегти міст і частково повернути його у первинний вигляд, зробивши його більш привабливим серед туристів.
Довжина мосту складає 45 м, ширина — 18 м.

## Проектування і будівництво
Міст був побудований у 1769–1773 роках за проектом шотландського архітектора Роберта Адама, оригінальні креслення якого зберігаються в музеї сера Джона Соуна у Лондоні. Матеріалом для будівництва став батський камінь (Bath Stone).
Міст названий на честь Френсіс Палтні, дружини багатого шотландського адвоката і члена парламенту Вільяма Палтні. Френсіс в той час була власницею села Басуік, яка відокремлювалася річкою від міста Бат.
Будівництво мосту завершилося у 1774 році і коштувало £ 11 000. Будівельниками нижньої частини мосту були місцеві каменярі Рід і Лаутер, крамниці були побудовані Сінгерсом і Ланкешером.